# Hasan Bey-zade
Hasan Bey-zade († 1636/1637) fou un historiador otomà.
Va escriure una notable Història dels Otomans. Va escriure també un recull de màximes de govern.